# Cerodontha alpina
Cerodontha alpina este o specie de muște din genul Cerodontha, familia Agromyzidae, descrisă de Nowakowski în anul 1967. Conform Catalogue of Life specia Cerodontha alpina nu are subspecii cunoscute.